# Оборона Сигетвара (1556)

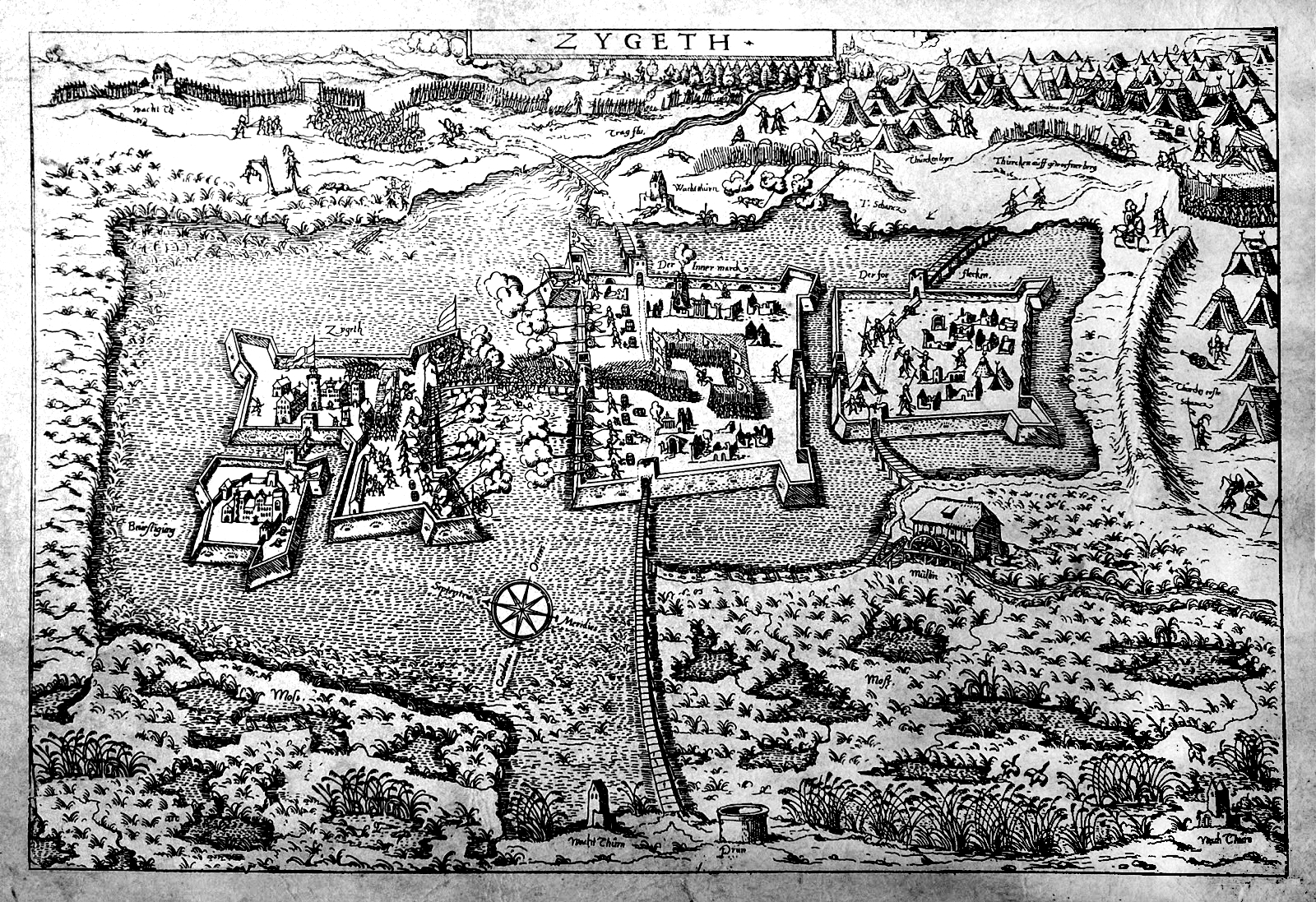
Укрепления Сигетвара в 16 веке.

Оборона Сигетвара (венг. Szigetvár ostroma (1556)) — одно из сражений австро-турецкой войны (1552—1559). Венгерский гарнизон крепости Сигетвар выдержал в июне-июле 1556 года полуторамесячную осаду со стороны османских войск. 
В ходе войны гарнизон Сигетвара постоянно нападал на османские крепости между Дунаем и Дравой, нанося серьезный урон противнику, поэтому султан Сулейман I приказал будайскому Хадиму Али-паше захватить крепость. Али-паша собрал к 21 мая войска в лагере рядом с Сентлёринцем и через три дня двинулся на Сигетвар и начал осаду. 
Сигетвар в 1556 году представлял собой хорошо защищенную крепость, укрепленную мощными бастионами, парапетами и земляными валами, окружённую болотистой местностью, которую при необходимости можно было превратить в непроходимое болото, перегородив плотиной ручей Алмас. Гарнизон замка численностью около 2000 человек возглавлял Марк Хорват-Станчич.
13 июня Али-паша прибыл со своими войсками под Сигетвар и расположился лагерем к югу от него. По прибытии он сразу же начал обстрел Нового города, который загорелся во многих местах. Хотя предместье сгорело, защитники отразили четыре атаки, и только при пятой атаке 20 июня туркам удалось захватить Новый город. Защитники отошли к Старому городу, который также подвергся обстрелу. Осажденные ответили и в ходе четырехчасового обстрела нанесли туркам большие потери.
Помимо разрушения стен, Али-паша приказал засыпать рвы и забрасывать болотистые участки связками фашин, заставляя работать местное население. Кроме того, были построены две огромные осадные деревянные башни, высота которых превышала высоту стен, и с 5 июля с них стали обстреливать стены, причинив защитникам большие потери. Защитники провели две ночные вылазки и сожгли обе башни. Огромные костры горели пять дней, потушить их было невозможно, и обстрел временно прекратился.
11 июля Хорват-Станшич доложил Фердинанду I о разрушениях в крепости и попросил о помощи. Император послал деблокирующую армию численностью 15 000 человек под командованием Миклоша Зриньи и Тамаша Надашди, которая хотя и не прибыла непосредственно к Сигетвару, но начала осаждать Бабочу. 
Услышав эту новость, Али-паша 21 июля отправился сам к Бабоче с большей частью своей армии, что облегчило положение осаждённых в Сигетваре. 22 июля венгры разбили Али-пашу при Бабоче, но при этом понесли тяжелые потери, поэтому Надашди и Зриньи отступили от Бабочи. 
Али-паша повел свою армию обратно под Сигетвар, куда прибыл 25 июля и обнаружил, что позиции батарей и дороги осаждающей армии в болоте были разрушены, поскольку в отсутствие Али защитники беспокоили истощенную осаждающую армию ежедневными набегами. Османская армия оставалась под Сигетваром несколько дней, но 31 июля окончательно сняла осаду. 